# Interstate 91 (Connecticut)
Cet article traite d'une section intra-État de l'autoroute. Pour l'article traitant de l’autoroute au complet, référez-vous à Interstate 91.
L'interstate 91 au Connecticut est un segment de l'interstate 91, une autoroute inter-États des États-Unis située dans le nord-est du pays, dans la région de la Nouvelle-Angleterre. Elle relie les états du Connecticut, du Massachusetts et du Vermont à la frontière Canado-Américaine au nord, et à la mégalopole de BosWash au sud. L'I-91 mesure au total un peu plus de 460 kilomètres (290 miles).
Dans sa section au Connecticut, l'État le plus au sud qu'elle traverse, elle est la principale autoroute nord/sud de l'état, en reliant les agglomérations de New Haven et de Hartford notamment, les 2e et 3e villes les plus peuplées de l'État. Elle est la deuxième autoroute la plus empruntée de l'État, après l'Interstate 95, qui suit toutes les villes de la côte Est. Autoroute majeure du Connecticut, elle mesure 93,34 kilomètres dans l'État, soit 58 miles.

## Tracé

### Grand New Haven
Le terminus sud de l'interstate 91 dans l'État et dans tout son parcours est situé juste à l'est du centre-ville de New Haven, sur l'interstate 95, la principale autoroute Est-Ouest de tout le sud du Connecticut. Elle relie New Haven aux autres villes côtières du Connecticut (Bridgeport, Norwalk, New London) ainsi qu'à Providence (RI), Boston et la grande agglomération de New York.
L'interstate 91 commence par se diriger vers le nord-est en possédant plus de 9 échangeurs dans New Haven. Elle devient alors une autoroute tRed importante en quittant la ville, en direction d'Hartford et de tous les secteurs de l'ouest et du nord de la Nouvelle-Angleterre.
Ensuite, elle contourne North Haven par le nord-est, puis devient parallèle à la route 15 en passant à l'est de Wallingford. Elle se dirige par la suite vers le nord entre les sorties 14 et 16 pour croiser en moins de deux miles d'intervalle la route 15 et l'Interstate 691, à l'ouest de Middletown. Elle se dirige vers le nord-nord-est entre les sorties 19 et 22, où elle croise la route 9, à East Berlin, où elle fait son entrée dans la région de la capitale du Connecticut, Hartford.

### Grand Hartford
Après l'échangeur avec la route 9, l'I-91 se dirige vers le nord-est entre les sorties 22 et 25, en passant à l'ouest de Rocky Hill. Elle bifurque ensuite vers le nord pour suivre la rive ouest du fleuve Connecticut, entre les sorties 25 et 34. Elle est sur le territoire de la ville entre les sorties 27 et 33, la sortie 29 menant au centre-ville, et la sortie 31, à l'Interstate 84, l'autoroute principale ouest-est de la ville. L'Interstate 91 continue par la suite sa route vers le nord pour atteindre l'interstate 291 à Windsor. Elle se dirige par la suite plein nord entre les sorties 35 et 38 pour passer à l'ouest de Windsor.

### Nord de l'État
La sortie 40 mène a l'Aéroport international Bradley, le principal aéroport de la région. Ensuite, elle passe à l'est de Windsor Locks en traversant le fleuve entre les sorties 42 et 43. Pour le reste du tracé dans l'État, elle suit la rive est du fleuve, en passant près d'Enfield et de Sherwood Manor, où la dernière sortie dans l'État, la sortie 49, est présente. Moins d'un quart de mile au nord de la sortie 49, elle traverse la frontière entre le Connecticut et la Massachusetts, en route vers Springfield, situé moins de 10 miles au nord.

## Disposition des voies
Dans New Haven, jusqu'à la sortie 10, elle est une autoroute à 8 voies (4-4), puis tombe à 6 voies jusqu'à la sortie 22, où elle devient à nouveau une autoroute à 8 voies alors qu'elle s'approche d'Hartford. Dans Hartford, elle varie entre 6 et 8 voies (3-3/4-4) tandis que tout le nord de l'état se fait à 6 voies vers Springfield. Elle possède également des voies express au nord d'Hartford, une voie par direction.

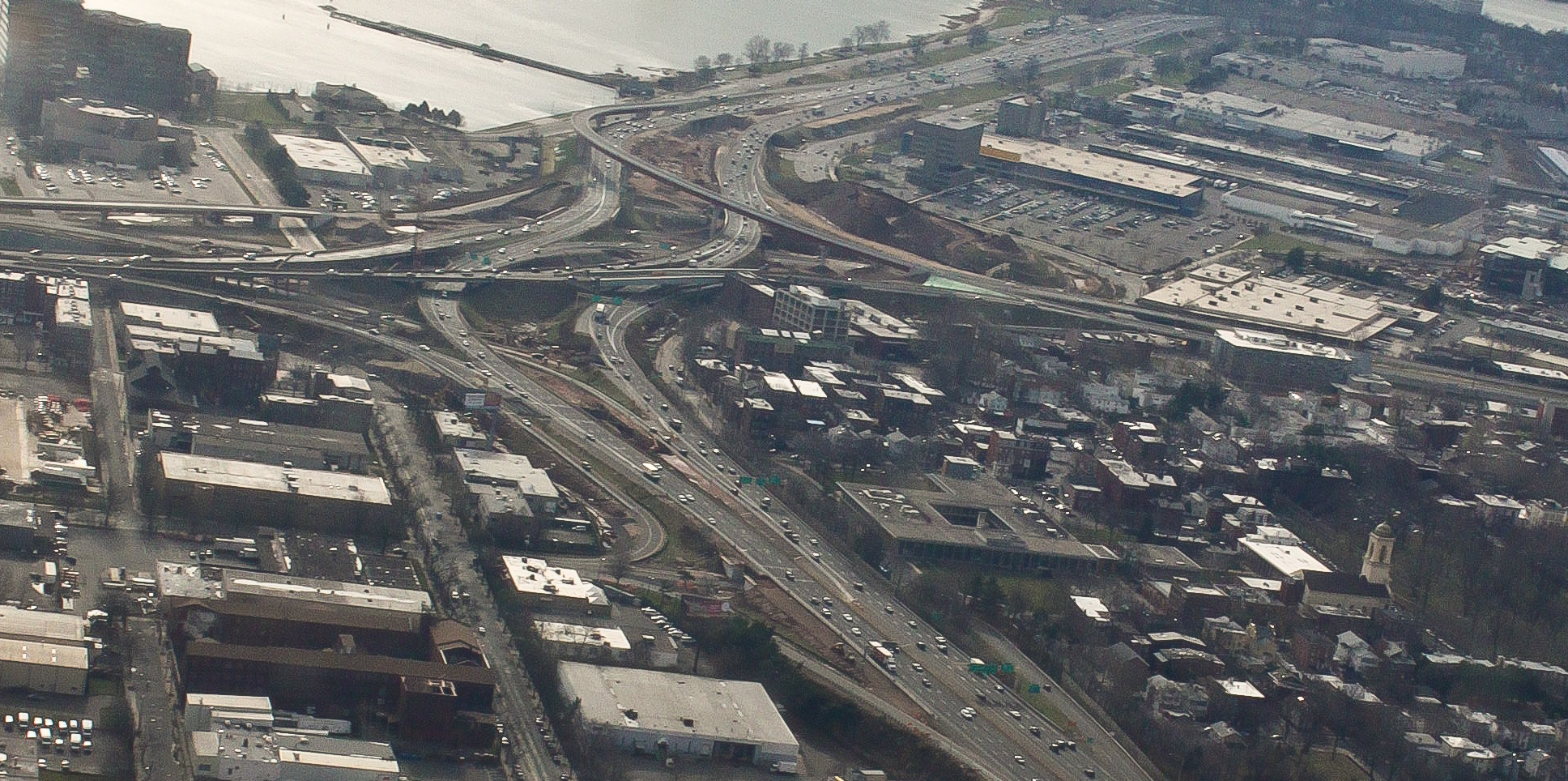
Le terminus sud de l'Interstate 91 à New Haven.

## Autoroutes auxiliaires
L'I-91 possède 2 autoroutes auxiliaires dans l'État. Les deux sont classées des autoroutes de contournement (préfixe pair) malgré le fait que l'I-691 agit plus comme autoroute connectrice.
- L'interstate 291 est une petite autoroute de 4 miles de long reliant l'Interstate 84 à l'interstate 91 pour contourner Hartford par le nord.
- L'Interstate 691 est une autoroute de contournement Sud de la ville, reliant à nouveau les Interstates 84 et 91 entre Waterbury et Middletown.

## Limites de vitesse
Sauf dans New Haven et oHartford où la limite de vitesse descend à 55 mph (88 km/h), la limite de vitesse générale pour l'I-91 dans l'état est de 65 mph (105 km/h), comme dans tous les autres États qu'elle traverse.

## Liste des villes traversées

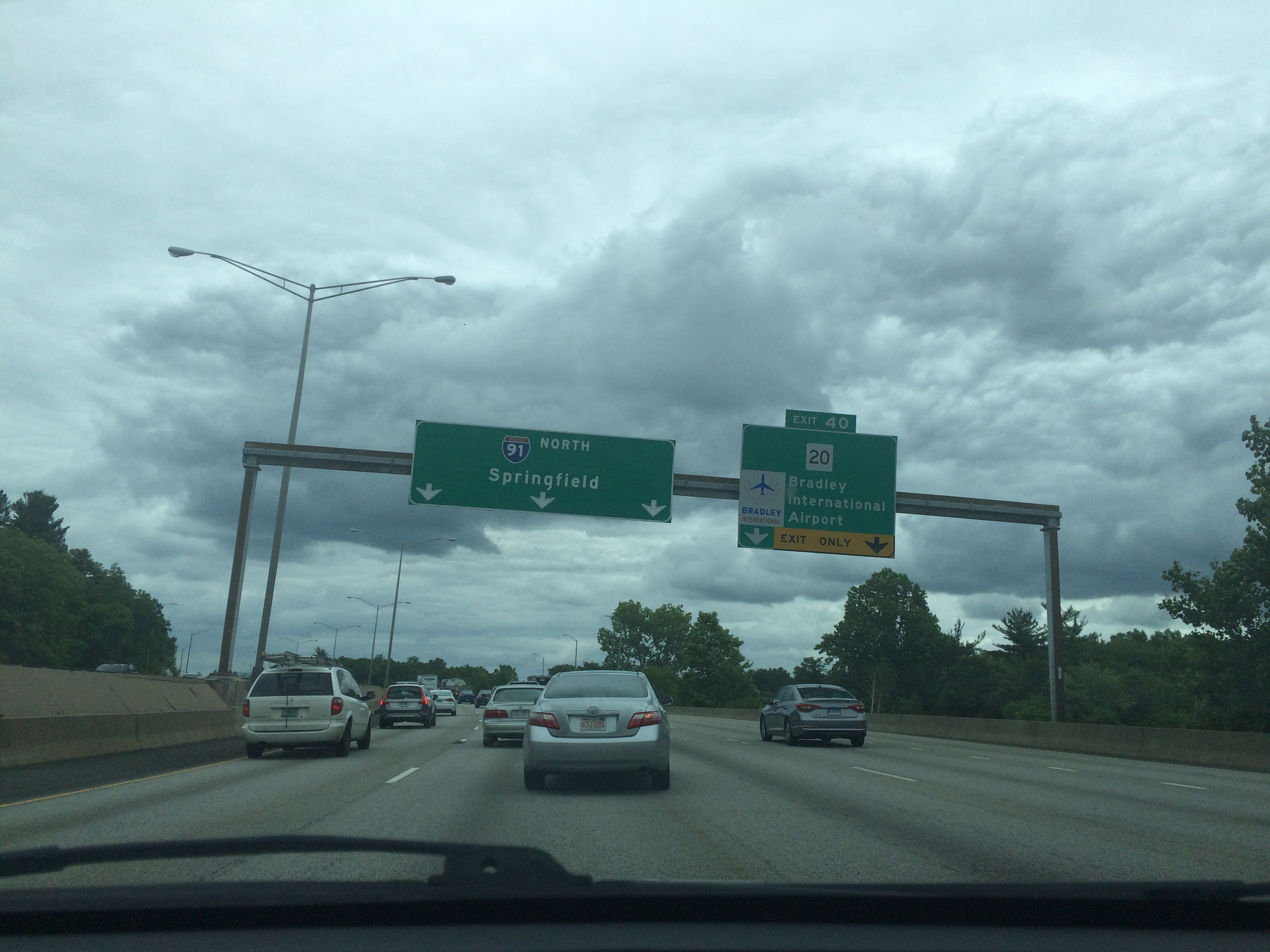
L'Interstate 91 en direction nord, à la hauteur du mile 40, près de l'aéroport international Bradley d'Hartford.

- New Haven
- North Haven
- Wallingford
- Meriden
- Highland
- East Berlin
- Rocky Hill
- Wethersfield
- Hartford
- Windsor
- Warehouse Point
- Southwood Acres
- Enfield
- Thompsonville
- Sherwood Manor

## Liste des échangeurs
| Liste des échangeurs de l'Interstate 91 au Connecticut                   |             |             |                                                                                      | | |
| VilleLocalisation                                                        | Mile        | km          | #                                                                                    | IntersectionDestinations | Notes |
| New Haven                                                                | 0,00        | 0,00        | I-95 (Connecticut Turnpike) – Bridgeport, New York (NY), New London, Providence (RI) | I-95 (Connecticut Turnpike) – Bridgeport, New York (NY), New London, Providence (RI) | Terminus sud de l'I-91 au complet; sortie 48 de l'I-95                                                              |
| New Haven                                                                | 0,23        | 0,37        | 1                                                                                    | CT Route 34 ouest, New Haven Centre-Ville | sortie direction sud seulement                                                                                      |
| New Haven                                                                | 0,64        | 1,03        | 2                                                                                    | Hamilton Street, Yves Place | en direction nord, la sortie est seulement accessible depuis les voies de l'I-95 sud                                |
| New Haven                                                                | 1,00        | 1,61        | 3                                                                                    | Trumbull Street, Université Yale | |
| New Haven                                                                | 1,30        | 2,09        | 4 5                                                                                  | US 5 (State Steet), Humphrey Street, Fair Haven (en) | sortie 4 direction sud, sortie 5 direction nord                                                                     |
| New Haven                                                                | 1,44        | 2,32        | 6                                                                                    | Willow Street, Blatchley Avenue, US 5 | |
| New Haven                                                                | 2,15        | 3,46        | 7                                                                                    | Ferry Street, Fair Haven | sortie direction sud et entrée direction nord seulement                                                             |
| New Haven                                                                | 2,80        | 4,62        | 8                                                                                    | CT Route 17, CT Route 80 (Middletown Avenue), North Branford | |
| North Haven                                                              | 4,70        | 7,54        | 9                                                                                    | Montowese Avenue, vers CT Route 103 | |
| North Haven                                                              | 6,50        | 10,50       | 10                                                                                   | CT Route 40 nord, Hamden, Cheshire, Université Quinnipac | |
| North Haven                                                              | 7,56        | 12,17       | 11                                                                                   | CT Route 22, North Haven Centre, vers US 5 | sortie direction nord et entrée direction sud seulement                                                             |
| North Haven                                                              | 8,71        | 14,02       | 12                                                                                   | US 5 (Washington Avenue), North Haven, Wallingford | |
| Wallingford                                                              | 10,95       | 17,63       | 13                                                                                   | US 5, Wallingford, North Haven | Route de comté 702                                                                                                  |
| Wallingford                                                              | 12,13–13,40 | 19,52–21,57 | 14                                                                                   | CT Route 150 (Woodhouse Avenue) / East Center Street, Wallingford | deux sorties différentes                                                                                            |
| Wallingford                                                              | 15,95       | 25,67       | 15                                                                                   | CT Route 68, Yalesville, Durham, Cheshire | |
| Meriden                                                                  | 18,71       | 30,11       | 16                                                                                   | E. Main Street | Sortie direction nord seulement                                                                                     |
| Meriden                                                                  | 18,87–20,27 | 30,37–32,62 | 17 18                                                                                | CT Route 66 est, Middletown CT Route 15 ouest (Wilbur Cross Parkway), Bridgeport, sud-ouest du Connecticut, vers New York I-691 ouest, vers I-84 ouest – Meriden centre, Waterbury, Danbury | réseau complexe d'échangeurs; la 15 est une autoroute alternative à l'I-95 vers le sud-ouest                        |
| Meriden                                                                  | 20,97       | 33,75       | 19                                                                                   | Baldwin Avenue, Preston Avenue | sortie direction sud et entrée direction nord seulement                                                             |
| Middletown                                                               | 23,17       | 37,25       | 20                                                                                   | Country Club Road, Middle Street | |
| Cromwell                                                                 | 25,93       | 41,74       | 21                                                                                   | CT Route 372, Berlin | |
| Cromwell                                                                 | 27,00       | 43,40       | 22N-S                                                                                | CT Route 9, New Britain, West Hartford, New London | autoroute de contournement sud-ouest de Hartford                                                                    |
| Rocky Hill                                                               | 29,31       | 47,17       | 23                                                                                   | West Street, vers CT Route 3 et CT Route 99, Rocky Hill | |
| Rocky Hill                                                               | 31,69       | 51,00       | 24                                                                                   | CT Route 99, Rocky Hill, Wethersfield | |
| Wethersfield                                                             | 33,67       | 54,19       | 25N-S                                                                                | CT Route 3, Glastonbury, Wethersfield (Great Meadoow Road) | numérotée 25N vers le nord (Route 3) et 25S vers le sud (Maple Street)                                              |
| Wethersfield                                                             | 34,26       | 55,14       | 26                                                                                   | Great Meadow Road, Old Wethersfield | direction nord, accessible via la sortie 25                                                                         |
| Hartford                                                                 | 35,87       | 57,73       | 27                                                                                   | US 5 et CT Route 15 sud (Berlin Turnpike), Newington, Wethersfield centre | extrémité sud du chevauchement avec la US 5/CT 15                                                                   |
| Hartford                                                                 | 36,53       | 58,79       | 28                                                                                   | Airport Road, Aéroport Brainard | route de comté 530                                                                                                  |
| Hartford                                                                 | 36,82       | 59,26       | 29                                                                                   | US 5 et CT Route 15 nord (Wilbur Cross Highway), vers I-84 est, East Hartford, Vernon | extrémité nord du chevauchement avec la US 5/CT 15                                                                  |
| Hartford                                                                 | 37,77       | 60,77       | 29A                                                                                  | Whitehead Highway, Hartford Centre-Ville | |
| Hartford                                                                 | 37,84       | 60,88       | 30                                                                                   | I-84, US 6, US 44 est, East Hartford, Vernon, Manchester, Worcester | sortie direction sud seulement                                                                                      |
| Hartford                                                                 | 37,84       | 60,88       | 31                                                                                   | State Street, Hartford | sortie direction sud seulement                                                                                      |
| Hartford                                                                 | 38,81       | 62,46       | 32A-B                                                                                | I-84, US 6 ouest, West Hartford, Waterbury, Newburgh Trumbull Street, Hartford Centre-Ville                                                                                                 | numérotée 32A pour l'I-84 et 32B pour Trumbull Street                                                               |
| Hartford                                                                 | 39,82       | 64,14       | 33                                                                                   | Jennings Road, Liebrt Road, Weston Street, (North Hartford) | début des voies express en direction nord juste avant la sortie; sortie pour HOV                                    |
| Windsor                                                                  | 41,11       | 66,17       | 34                                                                                   | CT Route 159, N. Main Street, Windsor, Hartford | |
| Windsor                                                                  | 42,00       | 67,67       | 35A-B                                                                                | I-291 est, CT Route 218 est – South Windsor, Bloomfield, Manchester | numérotée 35A pour la I-291 et 35B pour la CT Route 218; vers l'I-84 est (sortie 35A); sortie HOV                   |
| Windsor                                                                  | 43,56       | 70,10       | 36                                                                                   | CT Route 178 (Park Avenue), Bloomfield, Windsor | |
| Windsor                                                                  | 44,52       | 71,65       | 37                                                                                   | CT Route 305 (Bloomfield Avenue), Windsor centre | sortie HOV |
| Windsor                                                                  | 46,24       | 74,41       | 38                                                                                   | CT Route 75, Day Hill Road, Windsor, Poquonock | sortie HOV; fin des voies express (HOV) 1 mile au nord de la sortie en direction nord, début en direction sud       |
| Windsor                                                                  | 47,22       | 75,99       | 39 41                                                                                | Kennedy Road, vers Center Street, Windsor | sortie direction nord et entrée direction sud seulement                                                             |
| Windsor                                                                  | 48,12       | 77,44       | 40                                                                                   | CT Route 20 ouest, Aéroport international Bradley | |
| Windsor Locks                                                            | 48,89       | 78,68       | 39 41                                                                                | Center Street, Windsor Locks | sortie direction sud et entrée direction nord seulement                                                             |
| Windsor Locks                                                            | 49,23       | 79,23       | 42                                                                                   | CT Route 159, Windsor Locks, Windsor | |
|                                                                          | 49,58       | 79,79       | Pont Dexter Coffin au-dessus du fleuve Connecticut                                   | Pont Dexter Coffin au-dessus du fleuve Connecticut | Pont Dexter Coffin au-dessus du fleuve Connecticut                                                                  |
| East Windsor                                                             | 50,54       | 81,77       | 44                                                                                   | US 5 sud, East Windsor | |
| East Windsor                                                             | 51,08       | 82,19       | 45                                                                                   | CT Route 140, Warehouse Point, Ellington | |
| Enfield                                                                  | 52,91       | 85,15       | 46                                                                                   | US 5, East Windsor, Enfield | |
| Enfield                                                                  | 55,34       | 89,06       | 47W-E                                                                                | CT Route 190, Hazardville, Somers, Suffield, Enfield | numérotée 47E vers l'est et 47W vers l'ouest                                                                        |
| Enfield                                                                  | 56,10       | 90,28       | 48                                                                                   | CT Route 220 (Elm Street), Thompsonville, Enfield | |
| Enfield                                                                  | 57,70       | 92,85       | 49                                                                                   | US 5 (Enfield Street), Thompsonville, Sherwood Manor, Longmeadow (Massachusetts) | |
| Frontière Connecticut-Massachusetts                                      | 58,00       | 93,34       | I-91 nord – Springfield (MA), Vermont                                                | I-91 nord – Springfield (MA), Vermont | Extrémité nord de l'I-91 au Connecticut; elle continue au Massachusetts; Springfield situé 10 miles (16 km) au nord |
| - Échangeur Partiel - Chevauchement - Voies Express - Pont / Cours d'eau |             |             |                                                                                      | | |